# Teodora Petralifena
Teodora Petralifena (em grego: Θεοδώρα Πετραλίφαινα), canonizada como Teodora de Arta (em grego: Αγία Θεοδώρα της Άρτας), foi uma despina de Epiro, esposa de Miguel II Comneno Ducas, entre 1231 e 1266/8 e uma santa da Igreja Ortodoxa.

## Vida
A vida de Teodora é conhecida principalmente através de uma curta hagiografia escrita pelo monge Jó, por vezes identificado como sendo o clérigo do final do século XIII Jó Iasites. À luz dos muitos erros cronológicos e genealógicos, porém, esta identificação é questionada.
Teodora era filha do sebastocrator João Petralifa, governador da Tessália e da Macedônia. Nasceu em Sérvia, na Grécia, em algum momento entre 1224 e 1230 e casou-se com Miguel II Comneno Ducas, o déspota do Epiro e da Tessália logo depois de ascensão ao trono, em 1231, ainda uma criança. Apesar de grávida do primogênito de Miguel, Nicéforo, Teodora estava exilada da corte quando ele nasceu, pois ele estava na época vivendo com uma amante. Na pobreza, Teodora suportou muitas vicissitudes sem reclamar e recebeu abrigo de um padre na vila de Prinista. Seu exílio durou cinco anos e Miguel a chamou de volta depois de se arrepender. Os dois reataram e passaram a viver juntos daí em diante.
Como consorte do Epiro, Teodora defendia uma relação mais próxima do Epiro com seu tradicional rival na sucessão à herança imperial bizantina, o Império de Niceia. Segundo Jorge Acropolita, ela acompanhou Nicéforo em sua viagem para noivar e depois casar com Maria, a filha do imperador niceno Teodoro II Láscaris (r. 1254–1258). A união ajudou na obtenção de um acordo para as disputas eclesiásticas entre os dois reinos e resultou na concessão do título de déspota a Miguel, mas esta paz foi curta. Teodoro fundou também o convento de São Jorge na capital epirota, Arta, para onde ela se retirou depois da morte de Miguel e onde foi enterrada. O local passou a ser conhecido depois como Igreja de Santa Teodora e seu túmulo passou a receber peregrinos depois que milagres foram reportados ali. Ela é comemorada na Igreja Ortodoxa em 11 de março.

## Família
De seu casamento com Miguel II Ducas Comneno, Teodora teve seis filhos, incluindo:
- Nicéforo I Comneno Ducas, que o sucedeu como déspota do Epiro
- João Comneno Ducas
- Demétrio (rebatizado de "Miguel") Comneno Ducas, casou-se com Ana Paleóloga, filha de Miguel VIII Paleólogo (r. 1259–1261 em Niceia) e, depois, com Ana Terter da Bulgária
- Helena Angelina Ducena, que se casou com o rei Manfredo da Sicília (r. 1258–1266)
- Ana Comnena Ducena, que se casou com o príncipe de Acaia Guilherme II de Vilearduin e, em seguida, com Nicolau II de Saint Omer, senhor de Tebas.